# Marietou Badji
Marietou Badji (* 8. September 1986) ist eine ehemalige senegalesische Leichtathletin, die sich auf den Sprint spezialisiert hat.

## Sportliche Laufbahn
Erste internationale Erfahrungen sammelte Marietou Badji vermutlich im Jahr 2005, als sie bei den Juniorenafrikameisterschaften in Radès in 3:48,85 min die Bronzemedaille mit der senegalesischen 4-mal-400-Meter-Staffel gewann. 2010 startete sie mit der Staffel bei den Afrikameisterschaften in Nairobi und gewann dort in 3:35,55 min gemeinsam mit Ndèye Fatou Soumah, Fatou Diabaye und Amy Mbacké Thiam die Bronzemedaille hinter den Teams aus Nigeria und Kenia. Im Jahr darauf schied sie bei der Sommer-Universiade in Shenzhen mit 12,91 s und 26,38 s jeweils in der ersten Runde im 100- und 200-Meter-Lauf aus und belegte mit der Staffel in 3:43,15 min den sechsten Platz. Sie setzte ihre Laufbahn ohne weitere Meisterschaftsteilnahmen bis 2015 fort und beendete dann ihre aktive Karriere im Alter von 28 Jahren.

## Persönliche Bestzeiten
- 100 Meter: 12,91 s (+0,7 m/s), 16. August 2011 in Shenzhen
- 200 Meter: 25,48 s, 27. April 2013 in Abidjan
- 400 Meter: 56,23 s, 27. April 2013 in Abidjan